# 外网藓属
外网藓属（学名：Exostratum），也称拟外网藓属，是花叶藓科下的一个属。

## 下属物种
本属包括以下物种：
- Exostratum asperum L.Ellis, 1985
- 拟外网藓 Exostratum blumii L.Ellis, 1985
- Exostratum scolopendrium L.Ellis, 1985
- 苏氏外网藓 Exostratum sullivantii L.Ellis, 1985